# Списък с епизоди на „Домът на Фостър за въображаеми приятели“
Това е списъкът с епизоди на американския анимационен сериал на Картун Нетуърк - „Домът на Фостър за въображаеми приятели“.

## Първи сезон (2004)
- 4. Store Wars – 20 август 2004 г.

Рожденият ден на Мадам Фостър е. Франки и приятелите отива до Mall-а за панделки, но всички се разпръсват навсякъде. Също полицаите се опитват да ги арестуват.
Крайни надписи: Блу с танцуващите кактусчета.
- 5. The Trouble With Scribbles – 27 август 2004 г.

Блу открива тайнствена врата и иска да знае какво има вътре. Той я отваря и вижда, че вътре има въображаеми приятели, наречени скрибъли. Те започват да помагат на всички за всичко, но всички започват да стават доста мързеливи.
Крайни надписи: Блу и Мак седят върху леглото на Блу. Блу накрая става.
- 6. Busted – 3 септември 2004 г.

Блу без да иска счупва статуята на Мадам Фостър. Блу, Мак, Уилт, Едуардо и Коко се опитват да възстановят статуята, без Херимен да знае нещо за това.
Крайни надписи: Приятелите стоят до статуята. До тях минават два въображаеми приятели.
- 7. Dinner is Swerved – 10 септември 2004 г.

Става време за вечеря, но Мак и Блу се изгубват. И никой не може да започне ядене без всички да са на масата.
Крайни надписи: Мак и Блу в перилната стая.
- 8. World Wide Wabbit – 17 септември 2004 г.

Франки казва на Мак и Блу да снимат видео с въображаемите приятели за сайта на дома. След интервютата на някои въображаеми приятели. Те отиват за интервюто на Мадам Фостър и виждат, че г-н Херимен ще танцува танц за Мадам Фостър, който е правел когато тя е била малко момиченце. Те го заснемат. Блу го показва на много въображаеми приятели. А после Блу го качва в Интернет. Приятелите се опитват да скрият видеото от Херимен.
Крайни надписи: Видеото с Мак и Блу на Херимен.
- 9. Berry Scary – 24 септември 2004 г.

Нов въображаем приятел идва в дома, наречен Бери. Тя се влюбва в Блу и иска да раздели Мак от Блу.
Крайни надписи: Моменти от епизодът с Бери.
- 10. Seeing Red / Phone Home – 1 октомври 2004 г.

Seeing Red: Теренс създава въображаем приятел, наречен Ред, за да закача Блу, а Теренс само Мак. Но той накрая се сприятелява с Блу и Мак. И вече мрази Теренс.
Phone Home: Уилт е приятел на месеца, всеки месец. Но Блу ревнува за това и открива човек в костюм на мобилен телефон, който Блу смята за въображаем приятел. Накрая той осъзнава, че е човек в костюм. Мак спасява за първи път въображаем приятел и го награждават като приятел на месеца, също с медал и кола.
Крайни надписи: Ред и човека в костюма.
- 11. Who Let the Dogs In? – 8 октомври 2004 г.

Едуардо открива малко кученце, но Херимен се плаши от кучета. Едуардо го крие от него. По-късно Мак донася кутия от малки кученца и криенето на кученцата от Херимен става по-сложно. Херимен накрая разбира за тях. Кученцата се оказват, че са въображаеми и те ги задържат.
Крайни надписи: Въображаем приятел се оплаква.
- 12. Adoptcalypse Now – 15 октомври 2004 г.

Големият ден за осиновяване в събота, е. Мак и Блу не искат хората, да осиновят приятелите им. Затова измислят планове, че въображаемите приятели да останат в дома.
Крайни надписи: Блу танцува.
- 13. Bloooo – 22 октомври 2004 г.

Мак и Блу настиват от играене на дъжда с кал. Мак си отива вкъщи. Уилт, Едуардо и Коко гледат страшен филм с призрак. Блу става бял, когато е болен и приятелите мислят, че е призрака от страшния филм.
Крайни надписи: Моменти от епизодът, когато героите пищтят.

## Втори сезон (2005)
- 14. Partying Is Such Sweet Soiree – 21 януари 2005 г.
- 15. The Big Lablooski – 28 януари 2005 г.
- 16. Where There's a Wilt There's a Way / Everyone Knows It's Bendy – 4 февруари 2005 г.
- 17. Sight for Sore Eyes / Bloo's Brothers – 4 март 2005 г.
- 18. Cookie Dough – 11 март 2005 г.
- 19. Frankie My Dear – 18 март 2005 г.
- 20. Mac Daddy – 6 май 2005 г.
- 21. Squeakerboxxx – 13 май 2005 г.
- 22. Beat With a Schtick – 20 май 2005 г.
- 23. The Sweet Stench of Success – 27 май 2005 г.
- 24. Bye Bye Nerdy – 1 юли 2005 г.
- 25. Bloo Done It – 8 юли 2005 г.
- 26. My So Called Wife – 15 юли 2005 г.

## Трети сезон (2005-2006)
- 27. Eddie Monster – 22 юли 2005 г.
- 28. Hiccy Burp – 5 септември 2005 г.
- 29. Camp Keep a Good Mac Down – 9 септември 2005 г.
- 30. Imposter's Home For Um… Make 'Em Up Pals – 16 септември 2005 г.
- 31. Duchess of Wails – 23 септември 2005 г.
- 32. Foster's Goes To Europe – 4 ноември 2005 г.
- 33. Go Goo Go – 11 ноември 2005 г.
- 34. Crime After Crime – 18 ноември 2005 г.
- 35. Land of the Flea – 25 ноември 2005 г.
- 37. One False Movie – 10 февруари 2006 г.
- 38. Setting a President – 17 февруари 2006 г.
- 39. Room With A Feud – 17 март 2006 г.
- 40. Cuckoo for Coco Cards – 24 февруари 2006 г.

## Четвърти сезон (2006)
- 41. Challenge of the Superfriends – 28 април 2006 г.
- 42. The Big Picture – 5 май 2006 г.
- 43. Squeeze the Day – 12 май 2006 г.
- 44. Neighbor Pains – 19 май 2006 г.
- 45. Infernal Slumber – 17 юли 2006 г.
- 46. I Only Have Surprise For You – 27 юли 2006 г.
- 47. Bus the Two of Us – 1 август 2006 г.
- 48. The Big Cheese – 7 август 2006 г.
- 49. Bloo's the Boss – 3 ноември 2006 г.
- 50. Emancipation Complication – 10 ноември 2006 г.
- 51. Make Believe It or Not – 17 ноември 2006 г.

## Пети сезон (2007)
- 55. The Buck Swaps Here – 18 май 2007 г.
- 56. Say It Isn't Sew – 8 юни 2007 г.
- 57. Something Old, Something Bloo – 15 юни 2007 г.
- 58. The Bloo Superdude And The Magic Potato Of Power – 10 септември 2007 г.
- 59. Schlock Star – 11 септември 2007 г.
- 60. The Bride to Beat – 12 септември 2007 г.
- 61. Affair Weather Friends – 13 септември 2007 г.
- 63. Ticket to Rod – 5 октомври 2007 г.
- 64. Better Off Ed – 19 октомври 2007 г.
- 65. The Little Peas – 22 ноември 2007 г.
- 66. Let Your Hare Down – 6 март 2008 г.

## Шести сезон (2008)
- 67. Jackie Khones and the Overdue Library Crook – 13 март 2008 г.
- 68. Mondo Coco – 10 април 2008 г.
- 69. Pranks For Nothing – 24 април 2008
- 70. Bloo Tube – 8 май 2008 г.
- 71. Race For Your Life, Mac and Bloo – 29 май 2008 г.

## Филми и специални епизоди
- 1-3. Къщата на Блу House of Bloo's – (90-минутен пилотен филм) – 13 август 2004 г.
- 36. A Lost Claus – (Коледен специален епизод) – 1 декември 2006 г.
- 52-53. Good Wilt Hunting – (1-часов филм) – 23 ноември 2006 г.
- 54. Cheese A Go-Go – (Invaded епизод) – 4 май 2007 г.
- 62. Nightmare on Wilson Way – (Хелоуински специален епизод) – 12 октомври 2007 г. (3-D) и 20 октомври 2007 г. (2-D)
- 72-74. Destination Imagination – (90-минутен филм) – 27 ноември 2008 г.
- 78. Goodbye to Bloo – (Финален епизод) – февруари 2009 г.

## Кратки епизоди
- Driving Miss Crazy – 9 юни 2006 г.
- Neighborhood Wash – 7 юли 2006 г.
- All Zapped Up – 20 ноември 2006 г.
- Bad to the Phone – 8 декември 2006 г.
- Truth or Stare – 8 декември 2006 г.
- Cranks a Lot – 4 юли 2007 г.
- A Chore Thing – 1 януари 2007 г.
- Hide and Bloo Seek – 1 януари 2007 г.
- Badvertisement – 1 януари 2007 г.
- Give Pizza a Chance – Не излъчено
- Drawing Bored – 4 юли 2007 г.
- A Fistful of Cereal – Не излъчено
- Petrified Pet – Не излъчено
- Coconuts – 4 юли 2007 г.
- Penpal – Не излъчено
- Here Kitty Kitty – Не излъчено
- Birthday Cake Bloos – Не излъчено
- Backpack Attack – 23 юни 2007 г.
- Hair Today, Gone Tomorrow – 4 юли 2007 г.